# Mi distinguida familia
Mi distinguida familia, subtitulada Caricatura de hogar moderno es una obra de teatro en tres actos, el tercero dividido en dos cuadros, del dramaturgo hispanoargentino Enrique Suárez de Deza. Fue estrenada en 1932.

## Argumento
En tono de comedia, la obra aborda el tema de la emancipación de la mujer, un asunto en boga en la época del estreno, y su incursión en el mundo de la política. Concluyendo, finalmente, que el lugar del género femenino debe seguir siendo el hogar y la familia. En a trama, Doña Elena acaba de enviudar con cuatro hijos ya mayores a los que aún debe encauzar en la vida. Son tres mujeres y un varón, María, Marta, Susana y Totó, y Elena idea revertir los papeles tradicionalmente asignados a unas y otro. Anima a dos de sus hijas a entrar en política y a la tercera a emprender un negocio al tiempo que se empeña en casar a su hijo con Genoveva, una dama ya madura y millonaria.

## Personajes
Los personajes que aparecen en la obra son los siguientes:
- Doña Elena
- Susana
- Marta
- María
- Totó
- Carmela Durán
- Genoveva
- Juanita
- Nicolás
- Saturnino
- Bebé

## Representaciones
Estrenada en España en 1932, llegó al Teatro María Isabel de Madrid el 9 de diciembre y fue representada por un elenco que incluía a María Bru, Julia Lajos, Conchita Ruiz, Eloísa Muro, Isabel Garcés, Mari Paz Molinero, Alfonso Tudela, José Soria, Pepe Isbert, Adela Santaularia y Jesús Valero.
En 1979 se realizó una versión para televisión, dentro del espacio Estudio 1 de Televisión española, dirigida por Francisco Montolio e interpretada por Mary Begoña, Carmen Maura, Irene Daina, Antonio Iranzo, Charo Zapardiel, Luis Lorenzo, Enrique San Francisco y Lilí Murati.